# IROC X

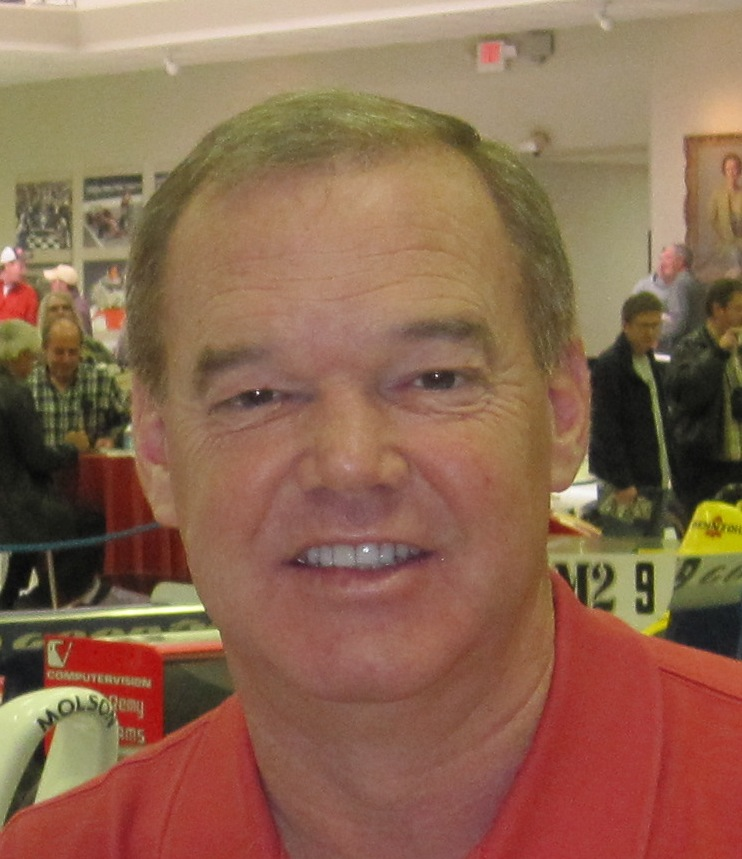
Al Unser Jr, gagnant de la dixième édition de l’International Race Of Champions

La 10e édition de l'International Race of Champions, disputée en 1986, a été remportée par l'Américain Al Unser Jr. Tous les pilotes  conduisaient des Chevrolet Camaro.

## Courses de l'IROC X
| Date            | Lieu         | Vainqueur       | Nationalité | Championnat d'origine |
| 14 février 1986 | Daytona      | Al Unser        | États-Unis  | CART                  |
| 7 juin 1986     | Mid-Ohio     | Al Unser Jr.    | États-Unis  | CART                  |
| 26 juillet 1986 | Talladega    | Cale Yarborough | États-Unis  | Winston Cup (NASCAR)  |
| 9 août 1986     | Watkins Glen | Al Unser Jr.    | États-Unis  | CART                  |

## Classement des pilotes
| Classement | Pilote             | Pays       | Championnat                               | Points |
| ---------- | ------------------ | ---------- | ----------------------------------------- | ------ |
| 1er        | Al Unser Jr.       | États-Unis | CART                                      | 62     |
| 2e         | Bill Elliott       | États-Unis | Winston Cup (NASCAR)                      | 59     |
| 3e         | Cale Yarborough    | États-Unis | Winston Cup (NASCAR)                      | 57     |
| 4e         | Al Unser           | États-Unis | CART                                      | 51     |
| 5e         | Darrell Waltrip    | États-Unis | Winston Cup (NASCAR)                      | 48     |
| 6e         | Harry Gant         | États-Unis | Winston Cup (NASCAR)                      | 42     |
| 7e         | Bobby Rahal        | États-Unis | CART                                      | 37     |
| 8e         | Klaus Ludwig       | Allemagne  | IMSA                                      | 29     |
| 9e         | Hans-Joachim Stuck | Allemagne  | World Sports Prototype Championship (FIA) | 29     |
| 10e        | Hurley Haywood     | États-Unis | IMSA                                      | 28     |
| 11e        | Jochen Mass        | Allemagne  | World Sports Prototype Championship (FIA) | 28     |
| 12e        | Rick Mears         | États-Unis | CART                                      | 25     |